# Tibro (comuna)
Tibro (em sueco: Tibros kommun) é uma comuna da Suécia localizada no condado de Gotalândia Ocidental. Sua capital é a cidade de Tibro. Possui 220 quilômetros quadrados. Segundo o censo de 2018, havia 11 168 habitantes.